# Carnell Lake
Pour les articles homonymes, voir Lake.
(en) Statistiques sur pro-football-reference
Carnell Augustino Lake, né le 15 juillet 1967 à Salt Lake City (Utah), est un joueur de football américain ayant évolué comme cornerback et safety.
Il fit sa carrière universitaire aux UCLA Bruins de l'Université de Californie à Los Angeles, puis fut drafté en 1989 à la 34e place (deuxième tour) par les Steelers de Pittsburgh.
Il restera dans la franchise de 1989 à 1998, puis partira aux Jaguars de Jacksonville deux saisons avant de faire une dernière saison aux Ravens de Baltimore. Au cours de sa carrière, il évolua au poste de cornerback puis de safety.
Il fut sélectionné cinq fois au Pro Bowl (1994, 1995, 1996, 1997 et 1999) et fait partie de l'Équipe NFL de la décennie 1990.